# Венг, Тириль Уднес
Тириль Уднес Венг (норв. Tiril Udnes Weng; род. 29 сентября 1996, Нес, Акерсхус) — норвежская лыжница, двукратная чемпионка мира в эстафете. Троюродная сестра многократной чемпионки мира по лыжным гонкам Хейди Венг.

## Карьера
На юниорском уровне Тириль Венг принимала участие в юниорских чемпионатах мира 2014, 2015, 2016 годов, где 1 раз была чемпионкой в эстафете и трижды призёром.
В кубке мира дебютировала на домашнем этапе в Драммене 11 марта 2015 года, где заняла 46 место в спринтерской квалификации.
Перед чемпионатом мира 2021 года Тириль Венг показала лучший индивидуальный результат в Кубке мира 5 место в классическом спринте.   
На чемпионате мира 2021 года в немецком Оберстдорфе несмотря на высокую конкуренцию в норвежской команде попала в состав эстафетной четверки и стала чемпионкой мира.
Сезон 2022/2023 стал прорывным в карьере Тириль Венг. Норвежка одержала первую победу в карьере в гонке преследования на этапе Тур де Ски в Валь Мюстаире, по итогам многодневки была третьей позади Фриды Карлссон и Кертту Нисканен. На протяжении большей части сезона является одним из лидеров Кубка мира. 

## Результаты на крупнейших соревнованиях

### Чемпионаты мира по лыжным видам спорта
| Чемпионат мира  | Спринт | Командный спринт | 10 км раздельный старт | 7,5+7,5 км скиатлон | 30 км масс-старт | Эстафета |
| --------------- | ------ | ---------------- | ---------------------- | ------------------- | ---------------- | -------- |
| 2021 Оберстдорф | 6      | —                | 19                     | —                   |                  | 1        |